# Anabarhynchus rufolateralis
Anabarhynchus rufolateralis är en tvåvingeart som beskrevs av Lyneborg 2001. Anabarhynchus rufolateralis ingår i släktet Anabarhynchus och familjen stilettflugor. Inga underarter finns listade i Catalogue of Life.